# فرودگاه چکالووسکی
فرودگاه چکالووسکی (به انگلیسی: Chkalovsky Airport) (به روسی: Чкаловский (аэропорт)) یک فرودگاه نظامی با کد یاتا CKL است که یک باند فرود بتن دارد و طول باند آن ۳۰۰۰ متر است. این فرودگاه در شهر مسکو کشور روسیه قرار دارد و در ارتفاع ۱۵۲ متری از سطح دریا واقع شده‌است.